# Перемиський округ
Перемиський округ — адміністративна одиниця Королівства Галичини та Володимирії у складі Австрійської імперії.

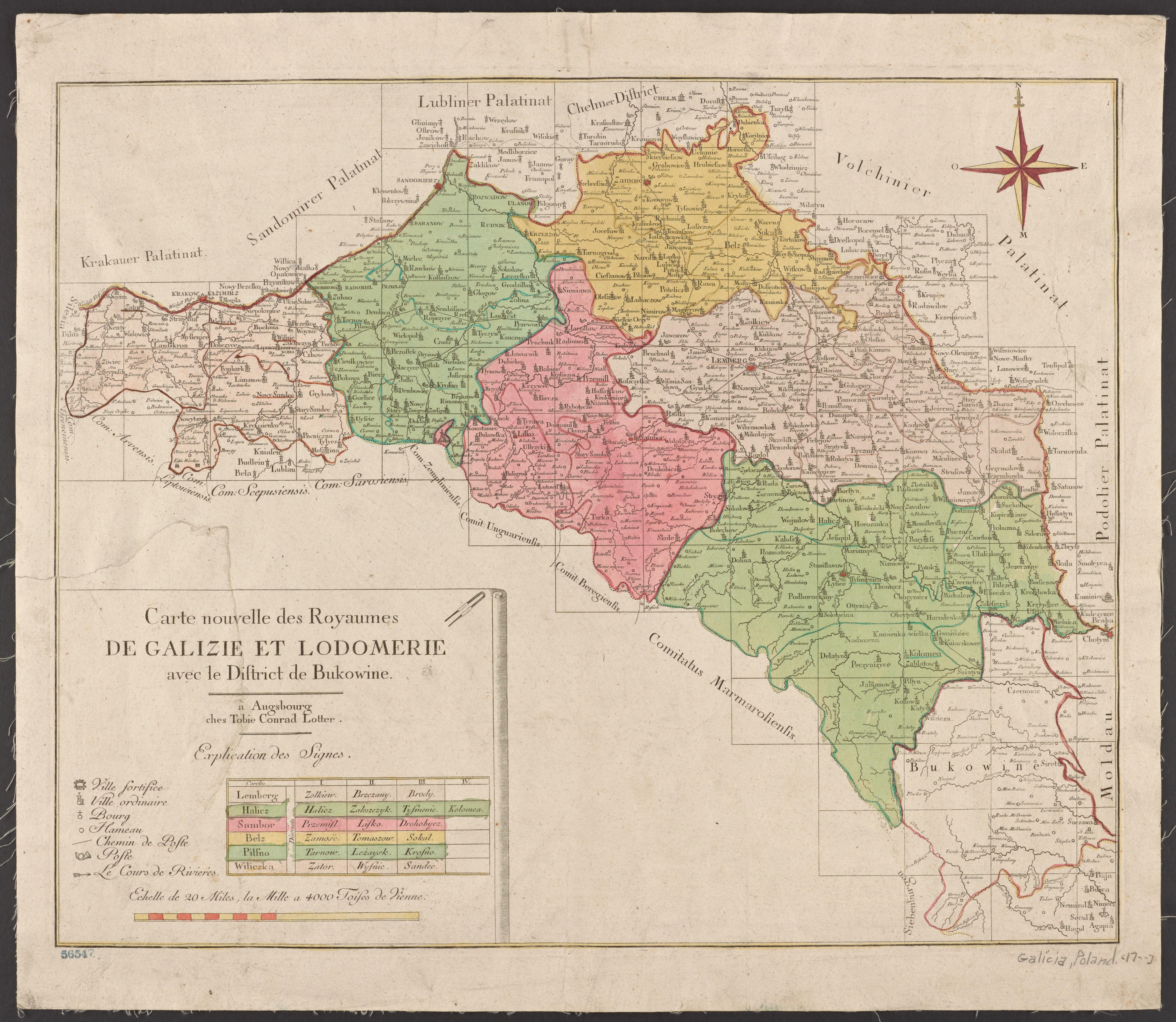
Адміністративний поділ Королівства Галичини та Володимирії у 1777—1782 роках

Перемиський округ утворений 1782 року. Існував до 1867 року, коли було скасовано округи і залишено лише повітовий адміністративний поділ (повіти виділені у складі округів у 1854 році).

## Географія
У Перемиському окрузі було 5 міст, 12 містечок та 373 села.

## Повіти
До 1867 року було 9 повітів зі адміністративним центрами у Перемишлі, Мостиськах, Сондовій Вишні, Ніжанковицях, Радимно, Сіняві, Ярославі, Краковці та Яворові. 
Після адміністративної реформи (скасування округів) кількість повітів було скорочено.

## Окружні старости
- Вінцентій Шуппе (1792-1793)
- Йозеф Люґер (1794-1802)
- фон Крібль (1802-1811)
- Антоній Йозеф Винклер (1811-1830)
- Кароль Чеч де Лінденвальд (1833-1846)
- Генрик Сар (1846-1862)
- Кароль Нойсер (1863-1866)
- Віктор Абрагамсберґ (1866-1869)